# Willi Boskovsky
Willi Boskovsky (Viena,16 de junho de 1909 — Visp, 21 de abril de 1991) foi um maestro e violinista austríaco.

## Biografia
Willi Boskovsky nasceu em Viena e ingressou na Academia de Viena aos nove anos de idade. Foi o concertmaster da Filarmônica de Viena de 1936 até 1979. Ele também foi, em 1959, o maestro que conduziu o Concerto de Ano Novo de Viena. Ele foi também o maestro chefe da Orquestra Johann Strauss de Viena, até a data de sua morte. O precursor dessa orquestra foi Johann Strauss I, que a fundou como Orquestra Strauss. Em questão de música de câmara, ele comandou o Quarteto Boskovsky, com Philipp Matheis (segundo violino), Gunther Breitenbach (viola) e Nikolaus Hübner (violoncelo). O Quarteto Boskovsky, juntamente com Johann Krump (contrabaixo), Alfred Boskovsky (clarinete), Josef Veleba (trompa) e Rudolf Hanzl (fagote), formaram o Octeto de Viena.

## Gravações Notáveis
- Dvořák, Quarteto no 3 em mi bemol maior op 51
- Schubert, Octeto em fá maior op 166
- Schubert, Quinteto "A Truta", com Walter Panhoffer
- Schubert,  Quinteto "A Truta", com Clifford Curzon
- Beethoven, Septeto em mi bemol maior op 20
- Brahms, Quinteto para Clarinete op 115.
- Spohr, Noneto op 31
- Spohr, Octeto op 32
- Mendelssohn, Octeto em mi bemol maior op 20
- Kreutzer, Grande Septeto em mi bemol maior op 62
- Poot, Octet
- Mozart, Quinteto para Clarinete em lá maior K 581
- Mozart, Quinteto em mi bemol maior K 452
- Mozart, Trio em mi bemol maior K 498
- Mozart, Divertimento em fá maior K 247
- Mozart, Divertimento em si bemol maior K 287
- Mozart, Divertimento em ré maior K 334